# Martin Heidegger
Martin Heidegger (Meßkirch, 26. rujna 1889. – Freiburg im Breisgau, 26. svibnja 1976.), njemački filozof egzistencijalizma. Nasljednik učenja fenomenologije Edmunda Husserla. Jedan od važnijih filozofa 20. stoljeća. Njegovo opsežno učenje o ontologiji spada među najveće pothvate u filozofiji 20. stoljeća.
Njegov kratkotrajni angažman u Hitlerovom nacional-socijalističkom pokretu 1933. – 1934. (kada je imenovan za rektora u Freiburgu) su predmet trajnog interesa i rasprava, kao i Heideggerova ljubavna veza sa židovskom studenticom i kasnije glasovitom filozofkinjom Hannah Arendt, analitičarkom totalitarizma tijekom 1920-ih godina.

## Životopis
Rođen je na selu u njemačkoj pokrajini Baden-Württemberg, u skromnoj obitelji Johanne (rođ. Kempf) i Friedricha Heideggera. Odgajan je u rimokatoličkom duhu. Obitelj ga nije mogla poslati na studij pa se nakratko školovao u isusovačkom sjemeništu iz kojeg je ubrzo udaljen iz zdravstvenih razloga. Studira teologiju u Freiburgu uz potporu crkve. Kasnije prelazi na studij filozofije. Doktorsku tezu pod utjecajem neotomizma i neokantizma dovršava 1913./1914. Habilitacijsku tezu o Dunsu Scotu radi pod mentorstvom Heinricha Rickerta, i pod utjecajem fenomenologije Edmunda Husserla. Od 1917. je u braku s Elfride Petri. U zadnjoj godini Prvog svjetskog rata sudjeluje u njemu kao vojnik.
Bio je profesor u Marburgu i Freiburgu, i asistent Edmunda Husserla, čije mjesto i nasljeđuje nakon Husserlovog umirovljenja.
U prvoj polovici 1930-ih godina se pridružuje Hitlerovoj Nacional-socijalističkoj stranci te kao rektor sveučilišta u Freiburgu, imenovan 1933., drži govor o "povijesnom pozivu Njemačke", što mu je zamjerila demokratska javnost. Ubrzo podnosi ostavku, uvidjevši da nacisti žele koristiti rektorsku funkciju za imenovanja i razrješenja dekana i profesora po njihovom nalogu. Povlači se iz javnog života. Pomaže nekolicini prijatelja koji su izloženi progonu. Ne zauzima se aktivno za Jaspersa i svog mentora Husserla kojima je prijetila opasnost. Svoje postupke i odnos prema nacistima je iznio u tekstu "Rektorat 1933./1934. Činjenice i misli" Njegov rektorski mandat i djelovanje su predmet trajnog interesa i rasprava, kao i njegova četverogodišnja ljubavna veza sa židovskom studenticom i kasnije renomiranom filozofkinjom Hannah Arendt tijekom 1920-ih.
Zbog rektorskog govora i angažmana mu je nakon rata bilo zabranjeno predavati na sveučilištu (1945. – 1951). Nakon umirovljenja 1952. povremeno je držao javna predavanja. Tiskao je mnoga djela, koja su snažno utjecala na suvremenu filozofiju u svijetu.

## Filozofija
Heideggerovo mišljenje je posvećeno pitanju o bitku. Ispitivanja egzistencije o njenoj vremenitosti, kao bitka ljudskog opstojanja, služe za pripremanje pitanja o bitku samom. Kao neprimjerene suvremenoj situaciji čovjeka i bitnom određenju mišljenja odbacuje sve tradicionalne filozofske discipline (logiku, etiku, estetiku).
Jedan je od najhvaljenih, ali i najosporavanijih filozofa 20. stoljeća. Odmah nakon izlaska svojega glavnog djela "Bitak i vrijeme" (Sein und Zeit) 1927. Heidegger je u središtu filozofskih rasprava. U toj knjizi zauzima se za filozofsko mišljenje koje će ponajprije biti usmjereno na pitanje o smislu ili istini bitka.  Heidegger bit čovjeka određuje ukazujući na pješčani sat vremenitosti; odozdo kroz uzak prolaz sadašnjosti nadire prošlost.  Zbog zagonetnog jezika rijetki su ga pročitali, a još ih je manje shvaćalo ono što čitaju. Usprkos tomu, to djelo je izvršilo golem utjecaj.  Filozofija se treba baviti bitkom jer je to pitanje, kako je Heidegger tumačio, palo u zaborav pod utjecajem građanskog subjektivizma i nihilističkog mišljenja. Svojom ontologijom skrenuo je s puta zapadnoeuropskog filozofiranja, koje je u ontološkoj problematici uvijek išlo za tim da projicira sebe na bitak, te se tako izvršavalo nasilje nad njim.
Heidegger je, za razliku od građanske filozofske misli, čovjeka proglasio čuvarem bitka, jer samo čovjek može shvatiti istinu i njegov smisao. Njegova opća filozofska stajališta odjeknula su na širem estetskom planu, posebno u poimanju biti umjetnosti. Heidegger nije do kraja prevladao građansku filozofiju, ostaje u njezinu okviru, ali je pitanje izgubljenosti čovjeka kroz gubljenje kontakta s bitkom, važno pitanje Martina Heideggera, jer je osvijetlio otuđenost čovjeka od vlastite biti. Heideggerova je filozofija imala golem utjecaj u Europi. Djelovao je i na francuski egzistencijalizam, posebno na Sartrea.

## Djela
- Bitak i vrijeme (Sein und Zeit, 1927.)
- Kant i problem metafizike (Kant und das Problem der Metaphysik, 1929.)
- O bîti razloga (Vom Wesen des Grundes, 1929.)
- Što je metafizika? (Was ist Metaphysik?, 1929.)
- O bîti istine (Vom Wesen der Wahrheit, 1943.)
- Objašnjenja o Hölderlinovu pjesništvu (Erläuterungen zu Hölderlins Dichtung, 1944.)
- Platonov nauk o istini: s pismom o humanizmu (Platons Lehre von der Wahrheit: mit einem Brief über den Humanismus, 1947.)
- Šumski putovi (Holzwege, 1950.)
- Uvod u metafiziku (Einführung in die Metaphysik, 1953.)
- Što znači misliti? (Was heißt denken?, 1954.)
- Predavanja i članci (Vorträge und Aufsätze, 1957.)
- Identitet i razlika (Identität und Differenz, 1957.)
- Stavak razloga (Der Satz vom Grund, 1957.)
- Opuštenost (Gelassenheit, 1959.)
- Na putu k jeziku (Unterwegs zur Sprache, 1959.)
- Nietzsche (I–II, 1961.)
- Pitanje o stvari (Die Frage nach dem Ding, 1962.)
- Putokazi (Wegmarken, 1967.)
- K stvari mišljenja (Zur Sache des Denkens, 1969.)
- Sveukupno izdanje (Gesamtausgabe, od 1975.)

## Vanjske poveznice
- (engl.) Martin Heidegger na Stanfordovoj enciklopediji filozofije
- Martin Heidegger: Bitak i vrijeme